# Hendrikahoeve

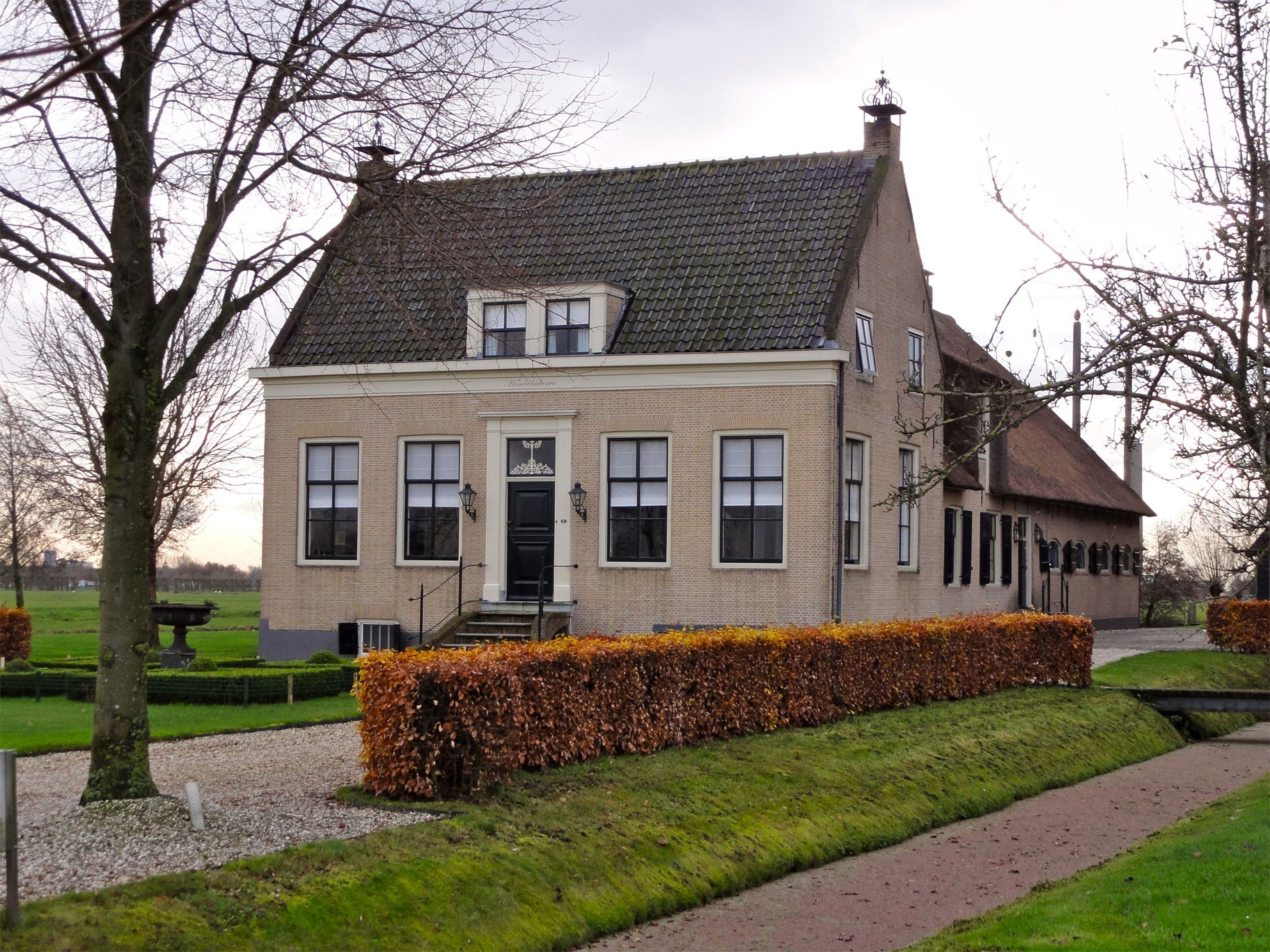
De Hendrikahoeve aan de Benedenberg te Bergambacht

De Hendrikahoeve is een monumentale boerderij aan de Benedenberg 42 in de plaats Bergambacht, in de Nederlandse provincie Zuid-Holland. 

## Geschiedenis

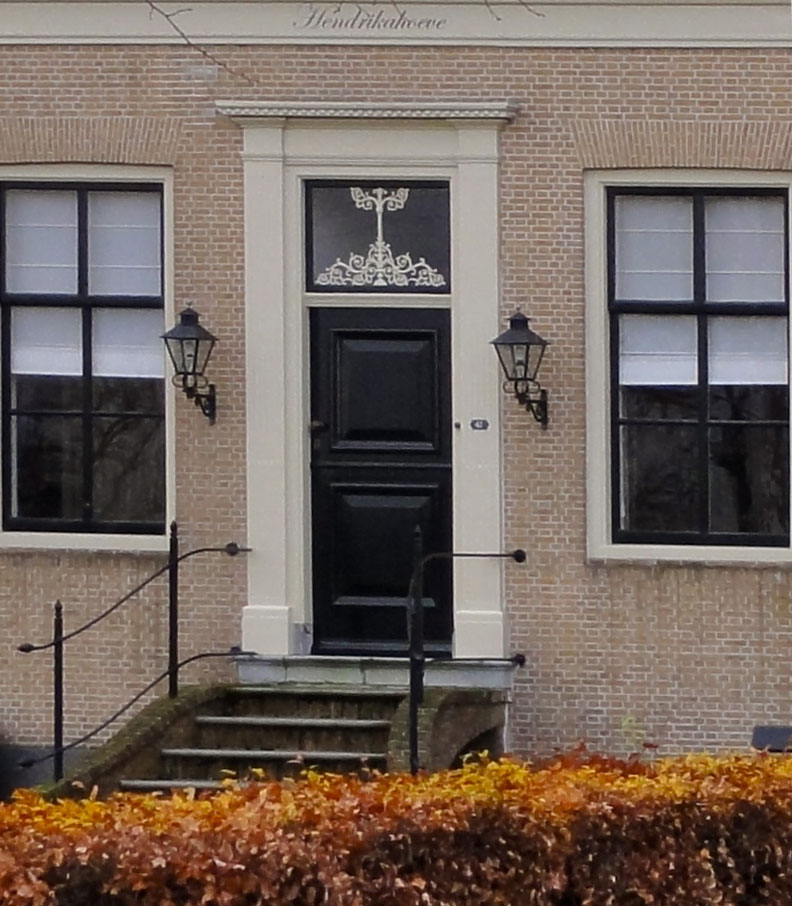
voorzijde van het woongedeelte met naam en toegangsdeur met levensboom

De Hendrikahoeve werd halverwege de 19e eeuw gebouwd van gele ijsselsteen. Het woonhuis heeft een zadeldak met gesmoorde Hollandse pannen. De stal heeft een zadeldak, dat met riet is gedekt. De ingang bevindt zich aan de noordzijde van het pand. Een stenen trap met bordes voert naar een deur, waarvan het bovenlicht een levensboom bevat (zie linkerafbeelding). De noordgevel is symmetrisch van opbouw met aan iedere zijde van de deur twee zesruitsvensters en met recht boven de toegangsdeur een dakkapel met twee vierruistvensters.
Het woonhuis heeft nog de oorspronkelijke indeling. Beide woonvertrekken ter weerszijden van de hal hebben een marmeren schouw. In de voormalige kaasmakerij bevindt zich een tegeltableau met diverse motieven. In de voormalige kaasopslagruimte zijn Delfts blauwe tegels aanwezig.
De boerderij is onder meer vanwege zijn architectuurhistorische waarde, als een voorbeeld van de traditioneel ambachtelijke bouwstijl en haar monumentale verschijningsvorm, erkend als een rijksmonument.